# اسکادی

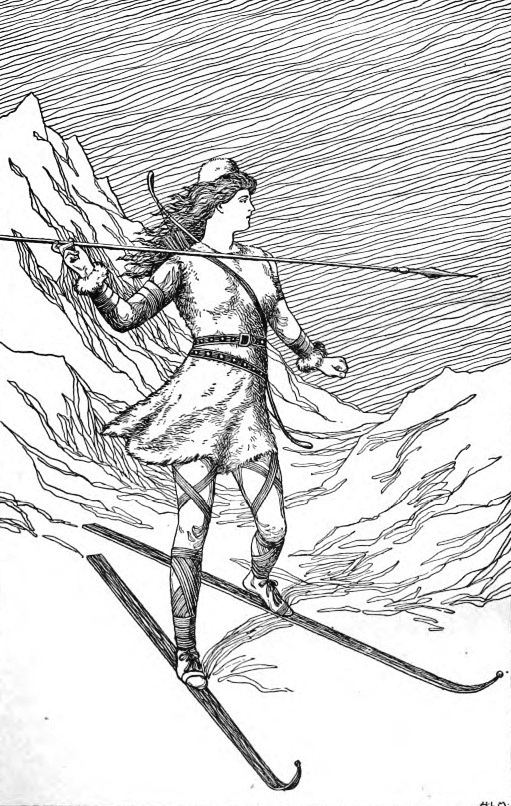
«اسکادی در حال شکار بر روی کوه» (۱۹۰۱)

اسکادی (به زبان نروژی باستان: Skaði) در اسطوره‌شناسی اسکاندیناوی، غولی مؤنث که با نام ایزدبانوی کفش برفی شناخته می‌شد. اسکادی الههٔ فصل زمستان وایکینگ‌ها است که با شکار با کمان، اسکی و کوه‌ها مرتبط می‌باشد. او دختر غولی به نام تیازی و هسر ایزد بادها، دریا و آتش «نیورد» بود و در جهان آسگارد، اقامتگاه افسانه‌ای خدایان جنگاور اسکاندیناوی به دنیا آمده بود. او در بالای کوه‌ها می‌زیست، لباس و کفش مخصوص اسکی می‌پوشید و به ایزدبانوی آسمان نیز معروف بود. اسکادی در ادای منظوم، که در سده ۱۳ میلادی از منابع سنتی قبلی گردآوری شده است، هایمس‌کرینگلا و ادای منثور، که در سدهٔ ۱۳ میلادی توسط شاعر و سیاست‌مدار ایسلندی اسنوری استورلوسون نوشته شده است، تأیید شده است.
در هایمس‌کرینگلا، گفته می‌شود که اسکادی از نیورد جدا شده و سپس با اودین ازدواج کرده است و این دو با یکدیگر فرزندان زیادی به دنیا آورده‌اند. هم در ادای منظوم و هم در ادای منثور، اسکادی مسئول قرار دادن ماری است که زهر را بر روی سر لوکی می‌چکاند.
ریشه‌شناسی نام اسکادی نامشخص است، اما ممکن است با شکل اصلی اسکاندیناوی مرتبط باشد. برخی از نام‌های مکان‌ها در اسکاندیناوی به اسکادی اشاره دارند. دانشوران یک ارتباط بالقوه بین اسکادی و ایزد گمنام اولر (که همچنین با اسکی مرتبط است) نظریه‌پردازی کرده‌اند، یک رابطه خاص با یوتون لوکی، و اینکه اسکاندیناوی ممکن است با نام اسکادی (احتمالاً به معنای جزیره اسکادی) مرتبط باشد یا این نام ممکن است با اسم‌های نورس باستان به معنای «سایه» یا «آسیب» در ارتباط باشد. اسکادی الهام بخش آثار هنری مختلفی بوده است.

## ازدواج اسکادی
هنگامی که پدرش به سبب ربودن ایزدبانوی زیبای جوانی ایدون، توسط خدایان کشته شد، اسکادی غرق در خشم، تصمیم به انتقام پدر گرفت و زره‌پوش به آسگارد سفر کرد تا انتقام پدر را بگیرد. اما خدایان درعوض نبرد، با او تأمل کردند و در ابتدا به وی پیشنهاد جبران خون پدر بوسیلهٔ طلا و جواهرات را دادند. اما اسکادی که از قبل توسط گنجینه‌های پدر و پدربزرگش به ثروت رسیده بود، این پیشنهاد را رد کرد. خدایان از او پرسیدند؛ از ما چه درخواستی داری؟ و اسکادی پیشنهاد ازدواج با یکی از ایزدان را داد. از آنجایی که هیچ‌یک از خدایان داوطلب به ازدواج با او نبودند، این پیشنهاد را به یک شرط قبول کردند. او باید تنها با دیدن پاهای آن‌ها، یکی از ایزدان را انتخاب می‌کرد. او با دیدن دو پای بسیار زیبا، در بین پاهای ایزدان، با تصور این که این پاها نمی‌توانند به کسی جز ایزد محبوب و زیبای بالدر تعلق داشته باشند، آن‌ها را برگزید. اسکادی به سرعت چشمان خود را باز کرد و به سمت همسر آینده‌اش که فکر می‌کرد بالدر است خیره شد، اما متأسفانه پاها مربوط به ایزد دریاها نیورد بود. آن‌ها برای زندگی از آنجا که همسرش به مناطق ساحلی و اسکادی به کوهستان و همراهی توسط گرگ‌هایش علاقه داشت، تصمیم گرفتند ابتدا در کوهستان و بعد از آن در کنار ساحل زندگی کنند. آن‌ها نه شب در ثریم‌هایم سپری کردند، اما نیورد از زندگی در کوهستان خسته شده و صدای گرگ‌ها او را آزار می‌داد پس تصمیم گرفتند به کنار ساحل بروند. پس از گذراندن نه شب دیگر، اسکادی نیز نظری مشابه با همسرش داشت، خانه‌ای آفتابی همراه با صدای مرغان دریایی نمی‌گذاشتند او به خوابی راحت فرورود. در انتها تصمیم گرفتند از یکدیگر جدا شدند و هر کدام به محل زندگی خود بروند، درست مثل زمستان که باید از بهار بارور دور باشد.

## در فرهنگ عامه
آثار هنری مدرن که اسکادی را به تصویر می‌کشند عبارتند از اسکادی و نیورد (مصورسازی، ۱۸۸۳) اثر کی. ایرنبرگ و «اسکادی» (۱۹۰۱) اثر امیل دوپلر جوان. اسکادی همچنین در شعری با عنوان اسکادز گیفتِرمال اثر آدام اوهلنشگر (۱۸۱۹) حضور دارد.
تصاویر آرت دکو از هر دو ایزد اولر (۱۹۲۸) و اسکادی (۱۹۲۹) روی جلد مجلهٔ اسکی سالانه سوئدی پا اسکیدور، هم در حال اسکی و هم در حال استفاده از کمان، ظاهر می‌شوند. ای. جان بی. آلن خاطرنشان می‌کند که این خدایان به گونه‌ای به تصویر کشیده شده‌اند که «به مهمترین مجله اسکی سوئدی که انتشار آن از سال ۱۸۹۳ آغاز شد، اعتبار تاریخی می‌بخشد».
اسکادی همچنین در سال ۲۰۰۲ در بازی استراتژی هم‌زمان عصر اسطوره‌ها اثر استودیوی انسمبل حضور دارد، جایی که او یکی از ۱۲ خدای فرعی است که بازیکنان نورس می‌توانند برای پرستش انتخاب کنند.
یکی از قمرهای سیاره زحل (اسکادی) و یکی از کوه‌های سیاره زهره (اسکادی مانز) به نام این ایزدبانو نامگذاری شده‌اند.